# Cmentarz parafialny w Zduńskiej Woli
Cmentarz parafialny w Zduńskiej Woli – cmentarz parafii Wniebowzięcia NMP, zlokalizowany w Zduńskiej Woli przy ul. Łaskiej.

## Zabytkowe groby
- Nagrobek Stefana Złotnickiego, założyciela miasta;
- Nagrobek Ludwika Ostrowskiego, rejenta Zduńskiej Woli;
- Grób Junosza Szaniawskich, w tym: Tadeusza Szaniawskiego, burmistrza Zduńskiej Woli (1922–1930 i 1935–1939), posła na Sejm II RP (1930–1935)[2][3];
- Nagrobek pilotów polskich poległych w 1939;
- Mogiła rozstrzelanych w czasie II wojny światowej w Zduńskiej Woli i Sieradzu.